# كيفن فنتون
كيفن فنتون (بالإنجليزية: Kevin Fenton)‏ هو عالم وبائيات ‏ بريطاني، ولد في 19 ديسمبر 1966 في غلاسكو في المملكة المتحدة.